# 球形铠蟹
球形铠蟹（学名：Banareia subglobosa），又名球形鎧甲蟹，为扇蟹科铠蟹属的动物。分布于日本以及中国大陆的广东、香港等地，生活环境为海水，多与一种软珊瑚海鸡冠共栖。其生存的海拔范围为-35至-10米。